# Émile Darenne
Émile Darenne (Paris 1er, 27 mars 1861 - Paris 14e, 17 juillet 1927) est un cuisinier-pâtissier, journaliste et auteur de livres culinaires. Il était membre de l'Académie de cuisine et est le co-auteur d'un ouvrage de référence: Le Traité de pâtisserie moderne.

## Biographie
Joseph Favre est la principale source de la biographie de E. Darenne. Il est né à Paris le 27 mars 1861 dans une famille de pâtissiers illustres, après un long apprentissage il travaille dans divers grand hôtels dont l'Hôtel Bristol de Dieppe, chef au jockey-clubet dans diverses pâtisseries, il  étudie la conserverie alimentaire chez Carnet-Saussier. En 1887, il crée sa pâtisserie à Versailles.  
Il occupe le secrétariat général de l’Académie de cuisine (1889) sous la vice-présidence d'Auguste Colombié (qui comme lui avait une formation de pâtissier et le gout de la précision) où il est chargé du cours de chimie alimentaire. 
Il écrit dans Le journal la Cuisine Française et Étrangère (journal professionnel, 1891-?) dont il deviendra directeur.   
Le Traité de pâtisserie moderne Guide du pâtissier-traiteur (1909) qu'il cosigne avec E. Duval est un ouvrage complet (confection des pâtes, des entremets, des confiseries et des glaces, description du matériel et de recettes de traiteur, vocabulaire des mots techniques) constamment réédité jusqu'à nos jours. Il constitue le grand classique de la pâtisserie du XXe siècle. Il introduit les méthodes de pâtisserie industrielle avec l'usage de l'albumine séchée.  
Nathalie Helal (2021) indique dans son article Pierre Lacam (chef chez Ladurée en 1866) que sa rencontre avec Darenne fut déterminante pour écrire son livre Le Pâtissier-Glacier (1865).  

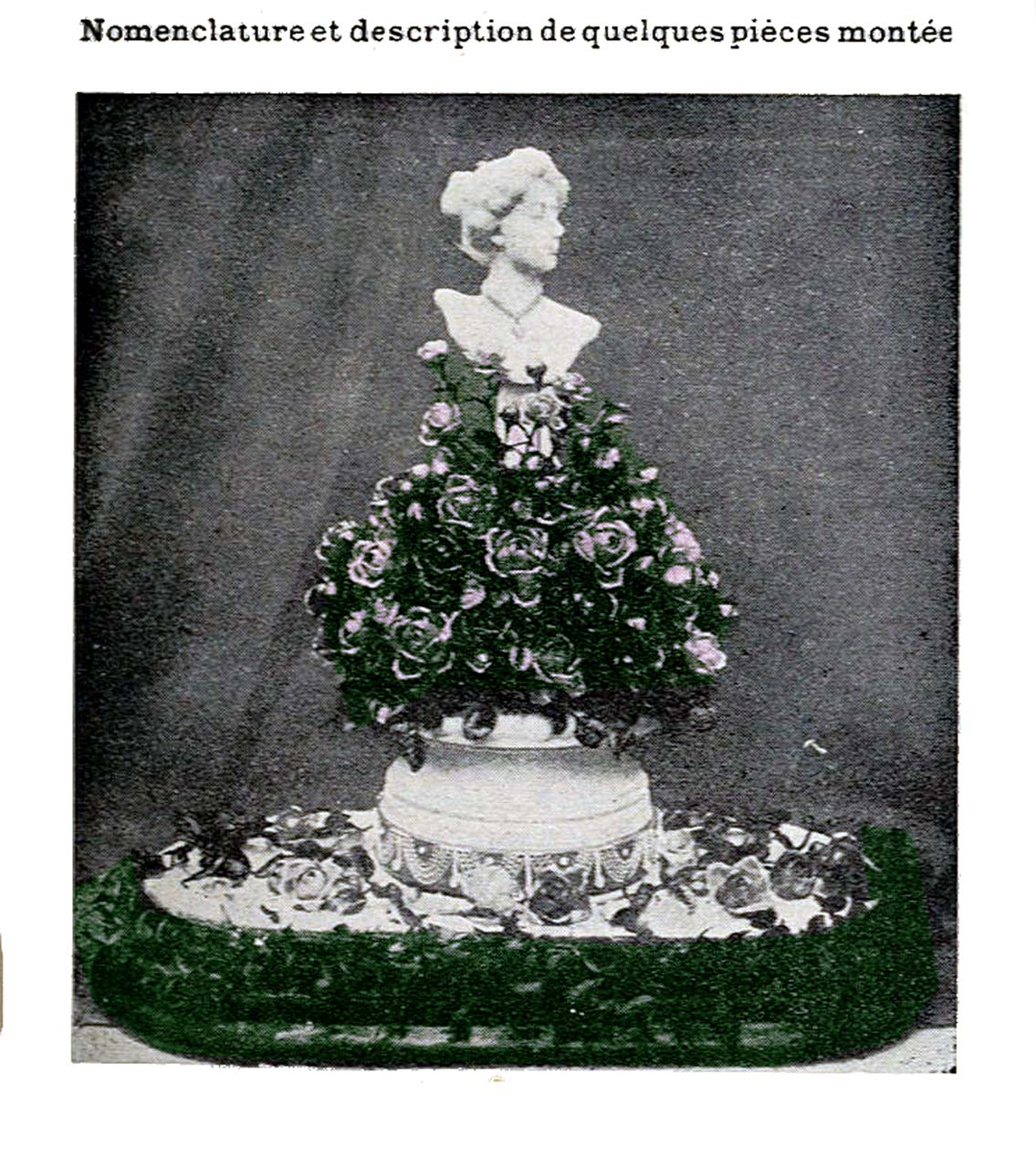
E Darenne. Pièce de pâtisserie, buste dans des roses. Traité de pâtisserie moderne (1909)

Il décède en juillet 1927 à Paris.

## Publications
- Auguste Colombié (préface de E. Darenne). École de cuisine. Histoire du repas à travers les âges (philosophie de l'). Paris. École de cuisine. 1893
- P. Lacam et P. Seurre, Le mémorial des glaces et entremets de cuisine et pâtisserie. Paris. 1899. Lettre d’Émile Darenne (2 mai 1901) en fin de volume.
- Émile Darenne, Histoire des métiers de l'alimentation, Meulan, éd. Auguste Réty, 1904. 166 p.[13]
- Émile Darenne, Émile Duval, Pierre Paillon. Traité de pâtisserie moderne Guide du pâtissier-traiteur renfermant les procédés les plus récents pour le travail de la pâtisserie fine et ordinaire, Paris. 1909, 783 p. illustré[12]. Réed. Meulan, éd. Auguste Réty, 1912, 2de édition augmentée; Meulan, éd. L. Lambert, S.d. (1950).  Mise à jour 1957 par Pierre Paillon. Révisée (1965) par Maurice Leduby Cormeilles-en-Parisis, L. Lambert, 1969. Paris, Flammarion. 1978, 1983; École Lenôtre - Guide du pâtissier-traiteur. Paris. Flammarion. 2021

- René Adry (préface de E. Darenne), Le trésor du foyer. Paris. La mode nationale.1924. 288 p.
- Collectif (Ali-Bab, E. Darenne, Duval, Escoffier, Gilbert, Pellaprat, Montagné, Urbain-Dubois). L'art culinaire français. Les recettes de cuisine, pâtisserie, conserves des maitres contemporains les plus réputés, 3750 recettes illustrées. Paris Flammarion. 1950. Réed. 1951, 1046 p. 1959, 1981.

### Traductions
- Französische Kochkunst von den grossen Meistern der Küche. Genf. Editions H. Studer S.A., 1953. 1007 p.
- The Art of French Cooking; sumptuous Recipes and Menus from the Heart of the incomparable French Cuisine. New-York. Golden Press. 1962.
- Srora franska kokboken 1-2. Niloe, 1975. 700 p.
- il existe une traduction japonaise.

## Titres et récompenses
- Conseiller prud'homme pour l'alimentation (2 mandats)[8],
- Secrétaire de la Chambre Syndicale du Commerce et de l'Industrie de l'arrondissement de Versailles,
- Bibliothécaire de la Société des Sciences naturelles et médicales de Seine-et-Oise,
- Membre du jury des expositions culinaires.